# Saint-Léger (Hainaut)
Pour les articles homonymes, voir Saint-Léger.
Saint-Léger (en néerlandais vieilli Sint-Legiers) est une section de la commune belge d'Estaimpuis, située en  Wallonie picarde et en Flandre romane dans la province de Hainaut. Le village est traversé par le canal de l'Espierres.

## Évolution démographique
- Sources : INS, Rem. : 1831 jusqu'en 1970 = recensements, 1976 = nombre d'habitants au 31 décembre.

## Politique et administration

### Liste des bourgmestres successifs
| Identité                                              | Période | Période                                                | Durée | Étiquette   |
| Identité                                              | Début   | Fin                                                    | Durée | Étiquette   |
| ----------------------------------------------------- | ------- | ------------------------------------------------------ | ----- | ----------- |
| Arsène Cossement (d), (20 janvier 1935 - 8 juin 2014) | 1971    | 1976 (disparition de la commune suite à une fusion (d) | 5 ans | Les Engagés |

## Galerie

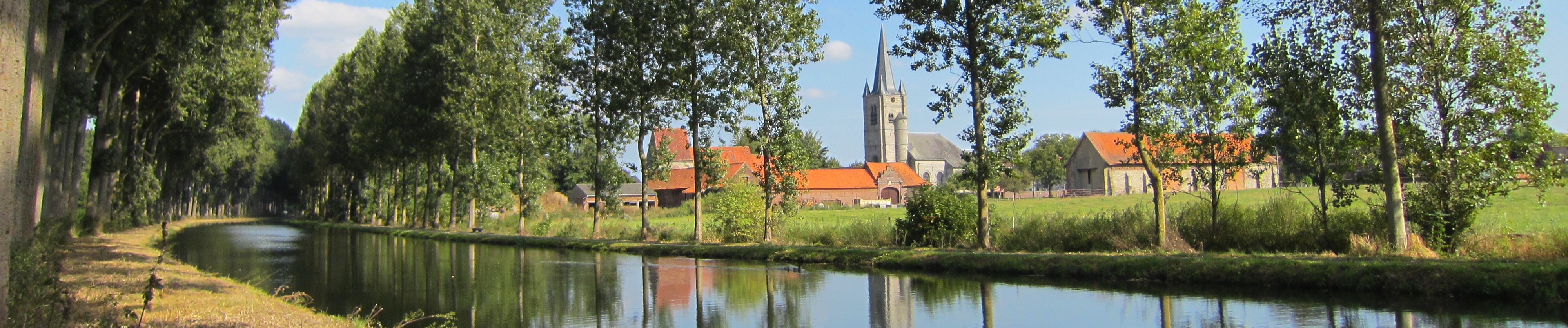
Le canal.
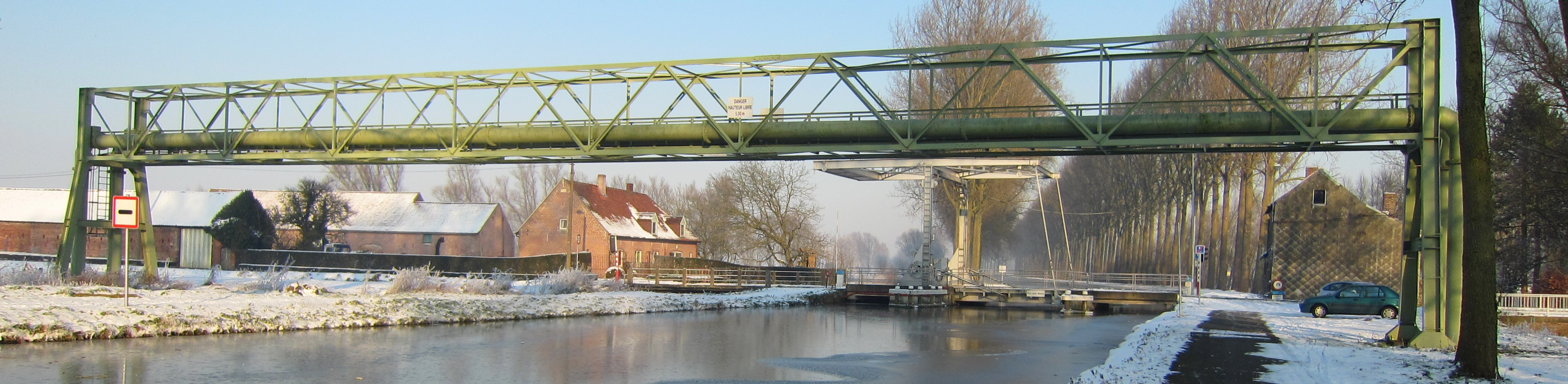
Le canal en hiver.

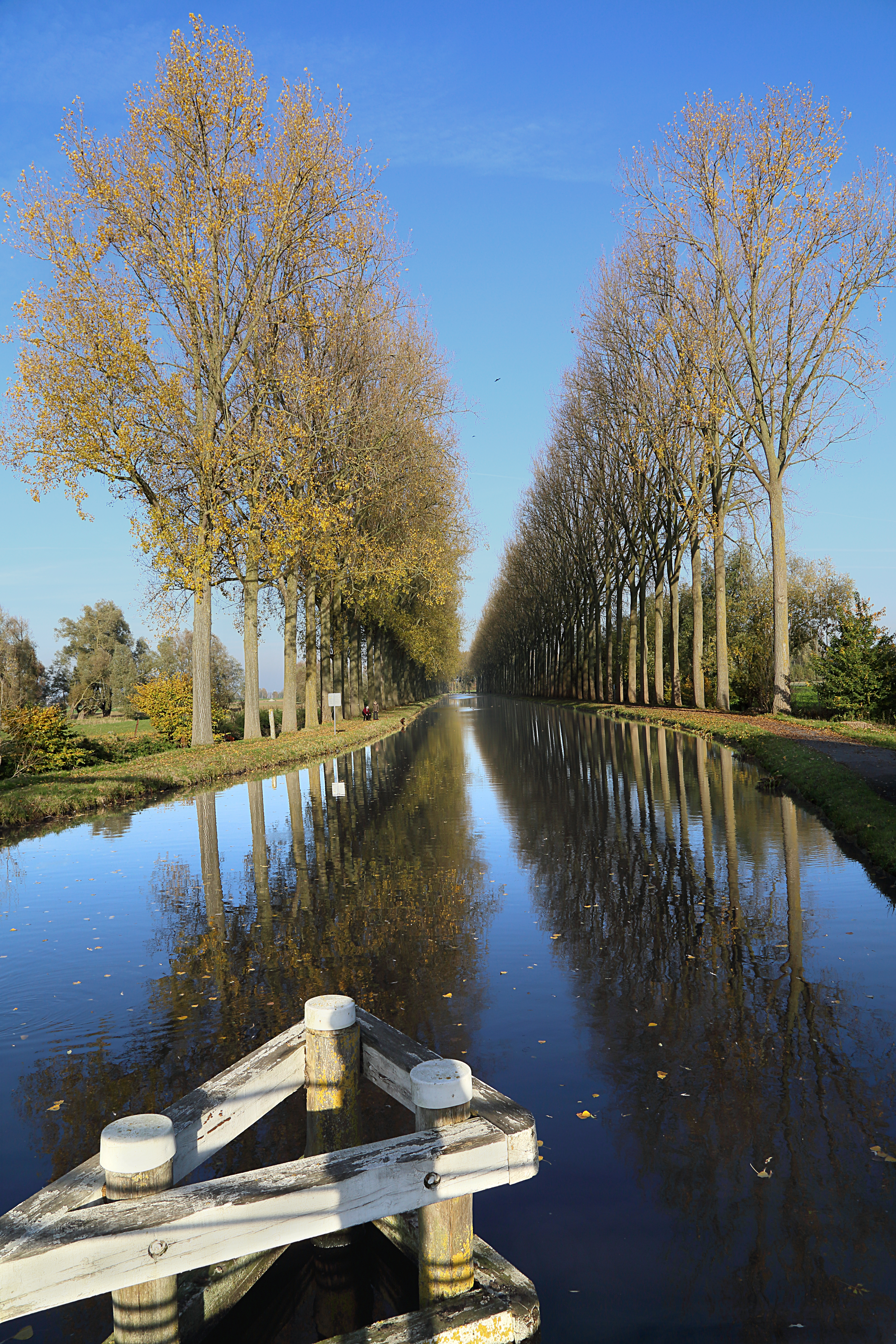
Le canal de l'Espierres.
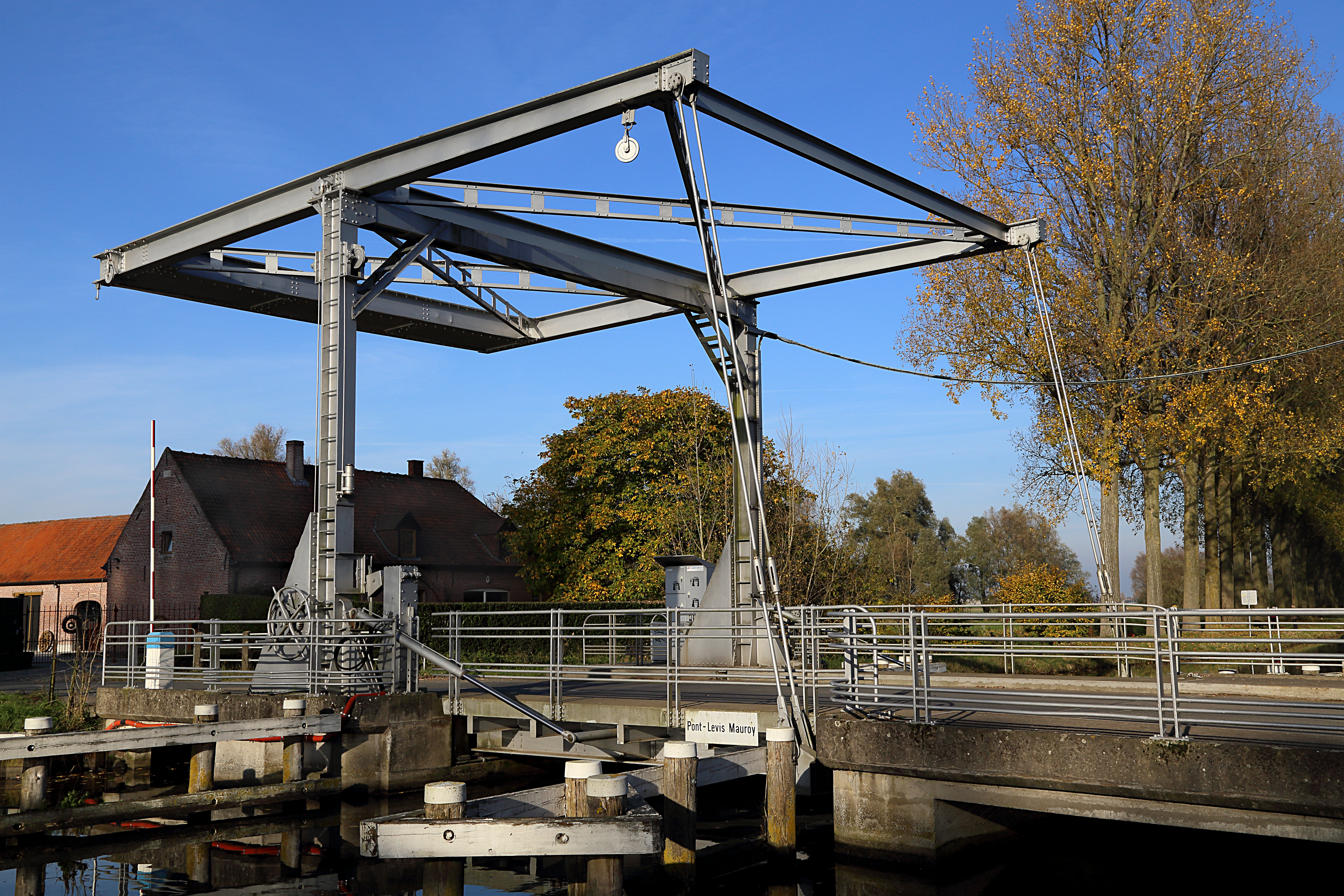
Le pont-levis Mauroy.